# ماكس جود
ماكس جود (بالإنجليزية: Max Judd)‏ هو لاعب شطرنج أمريكي، ولد في 27 ديسمبر 1851 في Tenczynek ‏ في بولندا، وتوفي في 7 مايو 1906 في سانت لويس في الولايات المتحدة.

## وصلات خارجية
- ماكس جود على موقع مباريات الشطرنج (الإنجليزية)
- ماكس جود على موقع 365Chess.com (الإنجليزية)
- ماكس جود على موقع Chesstempo.com (الإنجليزية)